# بيتر هود بالانتين كامينغ
بيتر هود بالانتين كامينغ هو سياسي أمريكي، ولد في 1 أغسطس 1910، وتوفي في 16 نوفمبر 1988. انتخب Mayor of Rumson, New Jersey ‏.